# Reynaldo Pedro Cesco
Pour les articles homonymes, voir Cesco.
Reynaldo Pedro Cesco Marenzi (parfois nommé erronément Ronaldo P. Cesco), né le 15 septembre 1905 dans le partido de General Arenales, dans la province de Buenos Aires, et mort le 11 mars 1974 à La Plata, est un mathématicien et spécialiste de mécanique céleste argentin. Il fut directeur de l'Observatoire de La Plata. Lui et son frère cadet, Carlos Ulrrico Cesco, sont tous deux honorés par l'astéroïde (1571) Cesco. L'astronome Mario Reynaldo Cesco est quant à lui son neveu.